# Matteo di Giovanni

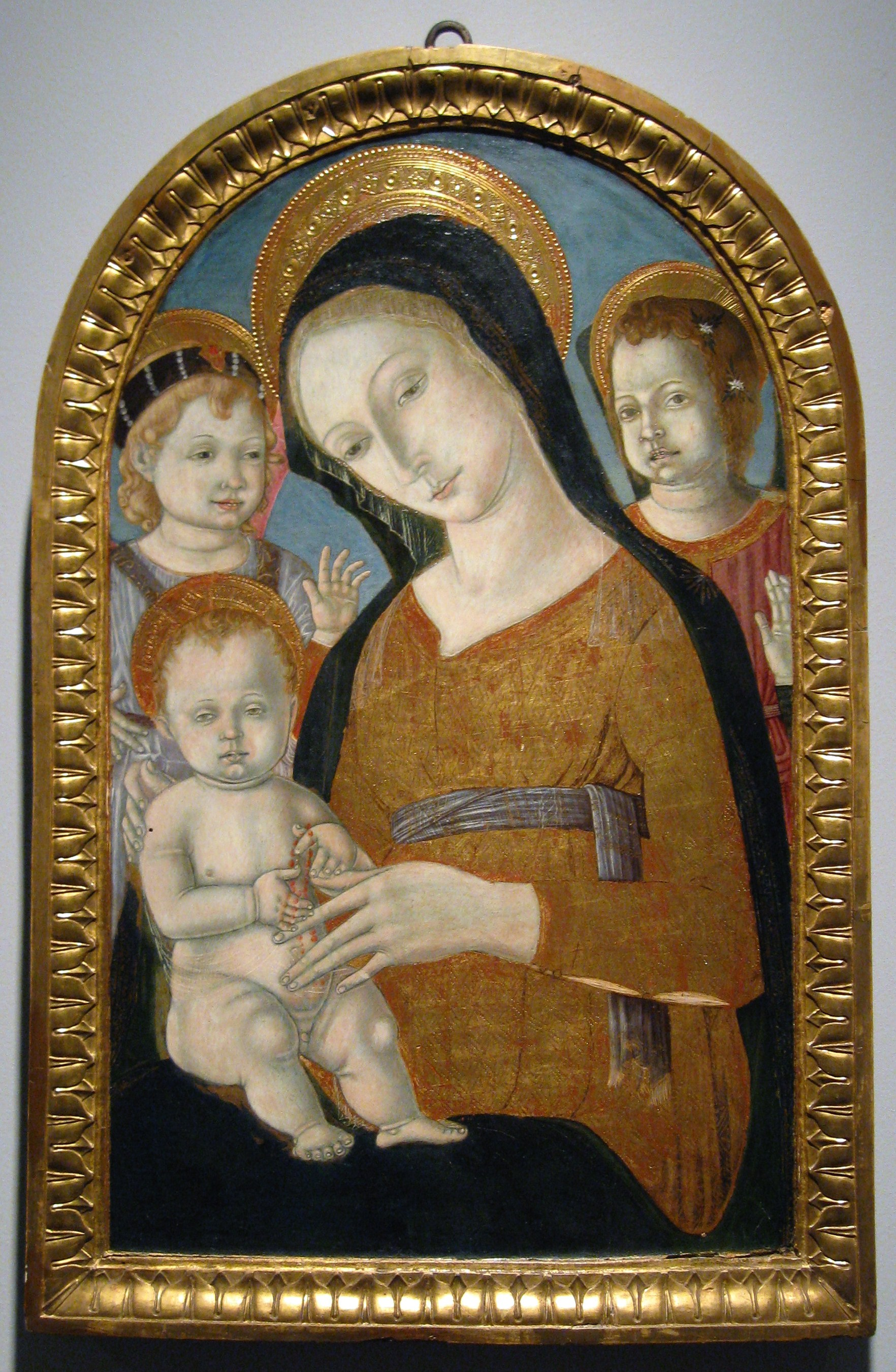
Matteo di Giovanni: Maagd met kind en twee engelen. Omstreeks 1485-1490

Matteo di Giovanni, ook Matteo da Siena of Matteo di Giovanni di Bartolo genoemd (Sansepolcro, ca. 1430 - Siena, 1495) was een Italiaans kunstschilder uit de Siënese school in de tijd van de Italiaanse renaissance.
Hij is in Siena vanaf ongeveer 1452 aanwezig, en het is waarschijnlijk dat hij tijdens zijn vroegste opleiding aldaar de invloed heeft ondergaan van het werk van zijn tijdgenoot Piero della Francesca. Hij werkte er ook onder leiding van Lorenzo di Pietro.
Hij zou in 1465 het schilderij De doop van Christus van Piero della Francesca afgewerkt hebben dat nu bewaard wordt in de National Gallery in Londen.
Zijn meesterwerk is de Madonna della Neve (Madonna van de Sneeuw) uit 1477, in de Chiesa di Santa Maria delle Nevi van Siena.
Hij was de meester van Guidoccio Cozzarelli.
- Bibliothèque nationale de France: cb149136585 (data)
- Gemeinsame Normdatei: 119220806
- International Standard Name Identifier: 0000 0001 2144 387X
- Library of Congress Control Number: nr91029522
- Nationale Bibliotheek van Israël: 987007385394105171
- RKD-Nederlands Instituut voor Kunstgeschiedenis: 54021
- Système universitaire de documentation: 074373668
- Union List of Artist Names: 500025991
- Virtual International Authority File: 95842058
- WorldCat: E39PCjyMqFkTmD4MVQGV6KYCYq